# Salt amb esquís als Jocs Olímpics d'hivern de 1968
Als Jocs Olímpics d'Hivern de 1968 celebrats a la ciutat de Grenoble (França) es disputaren dues proves de salt amb esquís en categoria masculina.
El salt normal es realitzà el dia 11 de febrer de 1968 a les instal·lacions d'Autrans sobre un trampolí de 70 metres; i el salt llarg es feu el 18 de febrer a les instal·lacions de salt de Saint-Nizier-du-Moucherotte sobre un trampolí de 90 metres. Hi participaren un total de 66 saltadors de 17 comitès nacionals diferents.

## Resum de medalles
| Prova                 | Or                | Argent           | Bronze        |
| Salt amb esquís 70 m. | Jiří Raška        | Reinhold Bachler | Baldur Preiml |
| Salt amb esquís 90 m. | Vladimir Belussov | Jiří Raška       | Lars Grini    |

## Medaller
| Posició | País           | Or | Argent | Bronze | Total |
| 1       | Txecoslovàquia | 1  | 1      | 0      | 2     |
| 2       | Unió Soviètica | 1  | 0      | 0      | 1     |
| 3       | Àustria        | 0  | 1      | 1      | 2     |
| 4       | Noruega        | 0  | 0      | 1      | 1     |
|         |                |    |        |        |       |
| Total   | Total          | 2  | 2      | 2      | 6     |